# ملینس
ملینس (به اسپانیایی: Molinos, Teruel) یک شهرستان در اسپانیا است که در استان تروئل واقع شده‌است.

## خصوصیات
ملینس ۷۹٫۶۱ کیلومترمربع مساحت و ۳۰۳ نفر جمعیت دارد و ۸۳۸ متر بالاتر از سطح دریا واقع شده‌است.